# Veliki Tunb
Veliki Tunb (perz. تنب بزرگ) je otok u Perzijskom zaljevu odnosno iranskoj pokrajini Hormuzganu. Zemljopisno je smješten 11,2 km istočno od Malog Tunba, 27,2 km jugozapadno od Kešma, te 41,6 km od luke Bandar-e Lengeha. Kružnog je oblika s približnim promjerom od 4 km i ima površinu od 10,3 km², a najveća visina mu je 52,5 m. Flora otoka sastoji se od bujne trave i grmlja koji prekrivaju otok u kasnu zimu i rano proljeće, dok na središnjim i jugozapadnim obalama prevladavaju smokve i palme. Fauna uključuje ptice, guštere i zmije, a ranije je obilovala i divljim kozama, antilopama i zečevima koji su iščezli sredinom 20. stoljeća prilikom britanske kontrole nad otokom. Postoji i nekoliko manjih izvora, no voda je uglavnom bočata.Povijesno, otok je bio pod iranskom kontrolom do sredine 1900-ih godina kada ga zauzimaju Britanci i upravljaju njime iz današnjih Emirata. Prilikom britanskog povlačenja s ovih protektorata Iran je Veliki i Mali Tunb zaposjeo vojskom, a nakon proglašenja nezavisnosti Ujedinjeni Arapski Emirati počinju svojatati otoke čime započinje dugogodišnji spor. Veliki Tunb ima oko 300 stanovnika, a gospodarstvo mu je orijentirano na ribarstvo, vađenje bisera, te rudarenje crvenog oksida. Na jugoistoku otoka nalazi se Zračna luka Veliki Tunb.

## Poveznice
- Mali Tunb
- Perzijski zaljev
- Popis iranskih otoka